# Блаускоугабиггд
Блаускоугабиггд (исл. Bláskógabyggð, исландское произношение: [ˈplauːˌskouː(ɣ)aˌpɪɣð], слушатьо файле) — община на юго-западе Исландии в регионе Сюдюрланд. В 2021 году в общине на 3300 км² проживало 1163 человек.

## История
Община Блаускоугабиггд была образована 9 июня 2002 года в результате слияния трёх сельских общин — Лёйгардальсхреппюр, Бискюпстунгнахреппюр и Тингвадлахреппюр. Для названия новой сельской общины было взято название лесов возле Тингведлир — исл. Bláskógar (дословно — «голубые леса», что связано с обилием в этих лесах вулканических трещин и разломов наполненных водой необычного ярко-голубого цвета).

## Характеристика
Община расположена вдали от моря, ближе к центральной части острова. Земли общины охватывают значительную территорию — от озера Тингвадлаватн на юго-западе до ледника Хофсйёкюдль на северо-востоке. На западе Блаускоугабиггд граничит с землями общин Гримснес-ог-Грапнингсхреппюр, Боргарбиггд, Хвальфьярдарсвейт, Кьоусархреппюр и Мосфедльсбайр. На юге проходит граница с общиной Гримснес-ог-Грапнингсхреппюр, на юго-востоке со Скейда-ог-Гнупверьяхреппюр, а на востоке с Хрюнаманнахреппюр. Ледник Лаунгйёкюдль граничит Блаускоугабиггд на северо-западе, община Хунаватнсхреппюр на севере, а ледник Хофсйёкюдль на северо-востоке. Почти посреди Блаускоугабиггд находится анклав общины Гримснес-ог-Грапнингсхреппюр, которая, как было сказано выше, с двух сторон примыкает к землям Блаускоугабиггд.
В общине есть четыре населённых пункта (Лёйгарватн, Рейкхольт, Аратунга, Лёйгараус) и несколько мелких поселений (хутора, фермы, дачные посёлки и т.п.). Крупнейшим городским поселением в Блаускоугабиггд является небольшое местечко Рейкхольт с населением 267 человек (по состоянию на 1 января 2021 года).
Основное занятие жителей общины — сельское хозяйство (растениеводство, овцеводство, коневодство) и туризм.

## Транспорт
По территории общины проходят дороги регионального значения: Хрюнаманнавегюр 30, Скаульхольтсвегюр 31, Бискюпстунгнабрёйт 35a, Кьяльвегюр 35b, Тингвадлавегюр 36, Лёйгарватнсвегюр 37, Кьоусарскардсвегюр 48 и Ухсахриггьявегюр 52. Есть несколько дорог местного значения:  Хёйкадальсвегюр 333, Скаульранесвегюр 336, Хлёдювадлавегюр 337, Грапингсвегюр-недри 350, Рейкьявегюр 355, Тьяднарвегюр 356, Эйнхольтсвегюр 358, Брайдратунгювегюр 359, Грапнингсвегюр-эври 360, Вадлавегюр 361, Евривадлавегюр 362, Вальхадларвегюр 363, Эйявегюр 364, Лингдальсхейдарвегюр 365, Бёдмоудсстадавегюр 366, Лёйгарватнсхедлавегюр 367, Кальдадальсвегюр 550.
Также есть пять горных дорог местного значения — Хёйкадальсвегюр F333, Хагаватнсвегюр F335, Хлёдювадлавегюр F337, Кедлингарфьядлавегюр F347, Скьяльдбрейдарвегюр F338, открытых для движения в летний период и только для транспортных средств повышенной проходимости.

## Население
Источник: Mannfjöldi eftir kyni, aldri og sveitarfélögum 1998-2021 (исл.). hagstofa.is. Reykjavík: Hagstofa Íslands [Статистическая служба Исландии]. Дата обращения: 16 октября 2021.

## Галерея

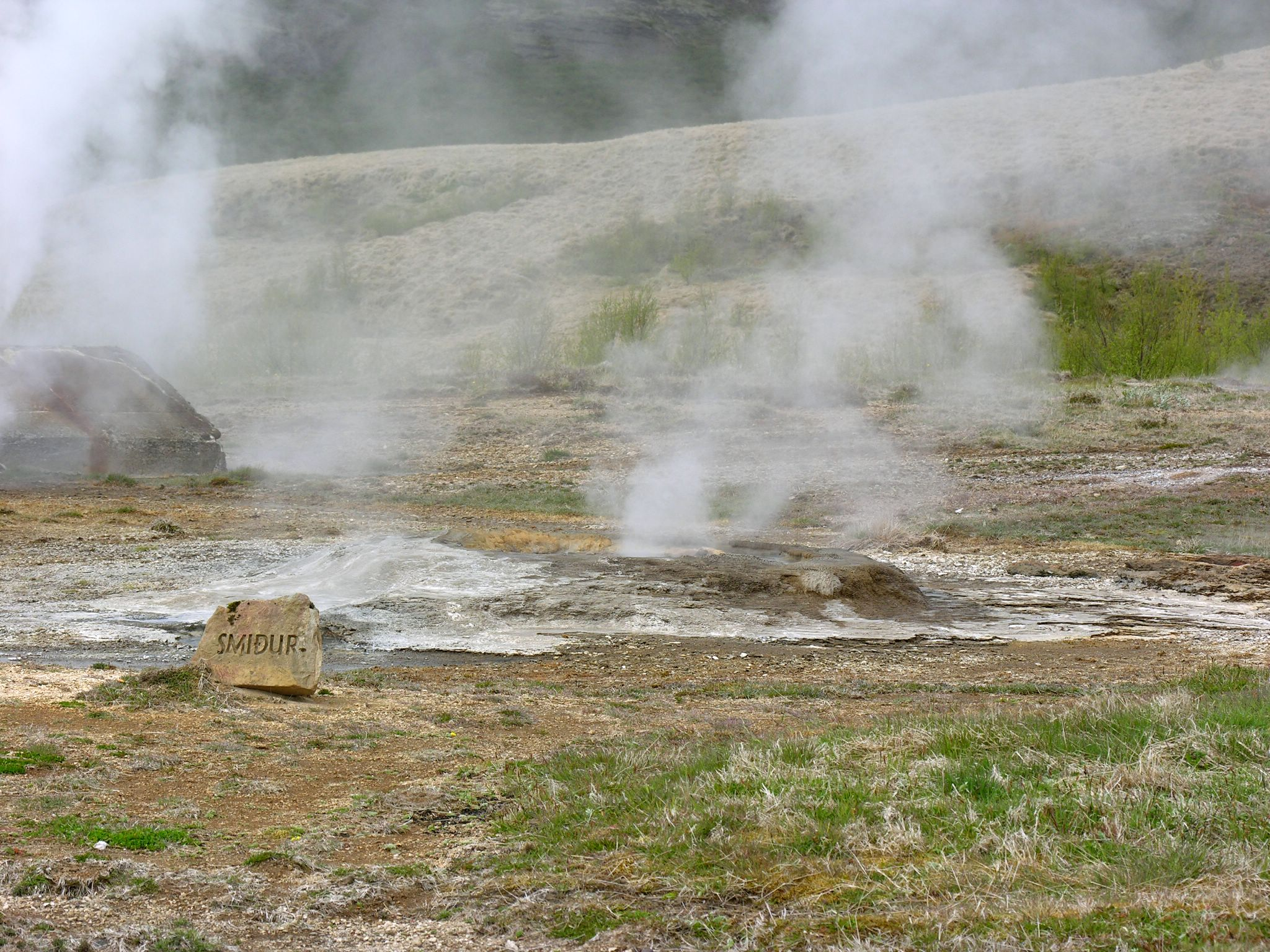
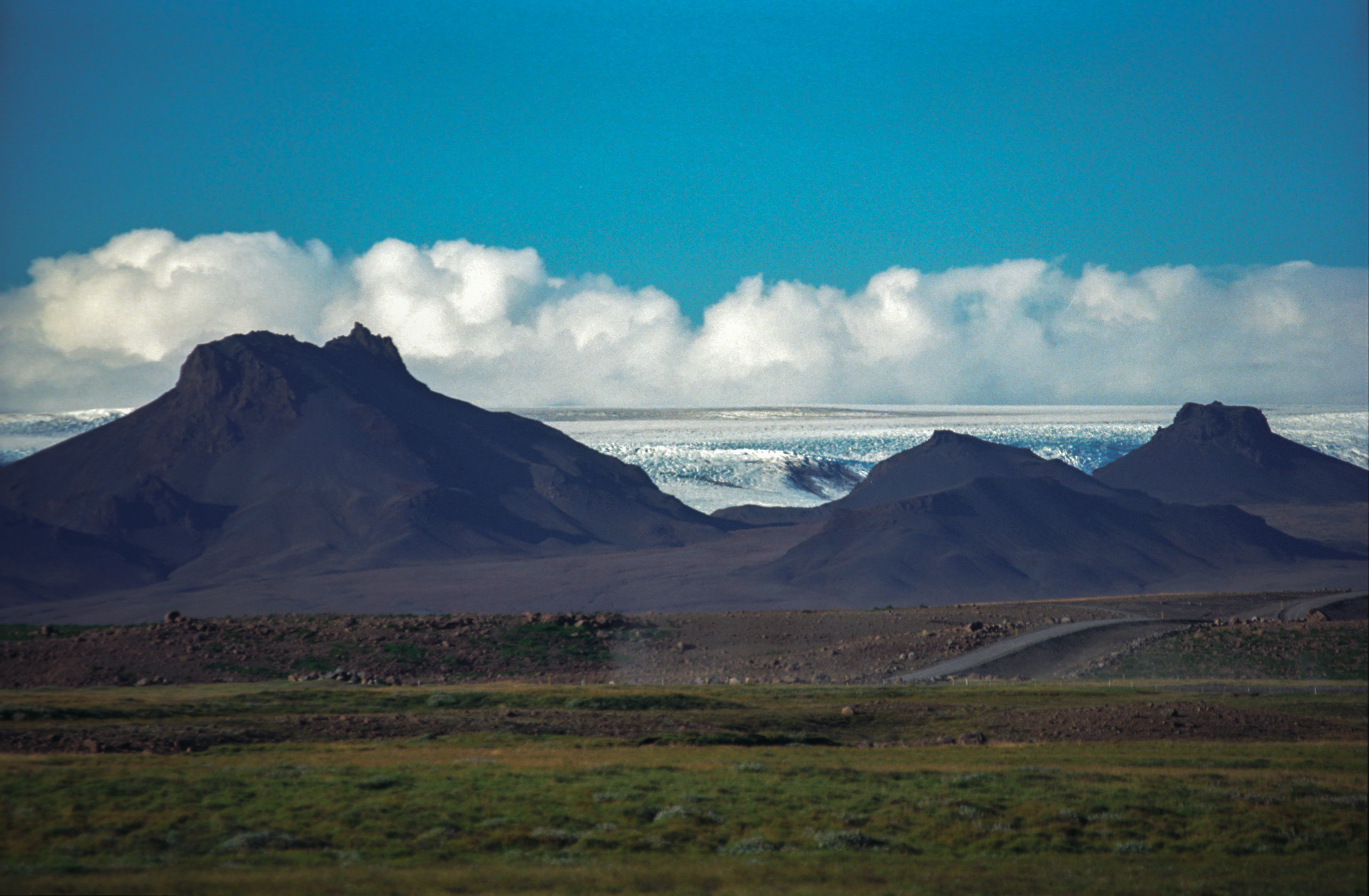
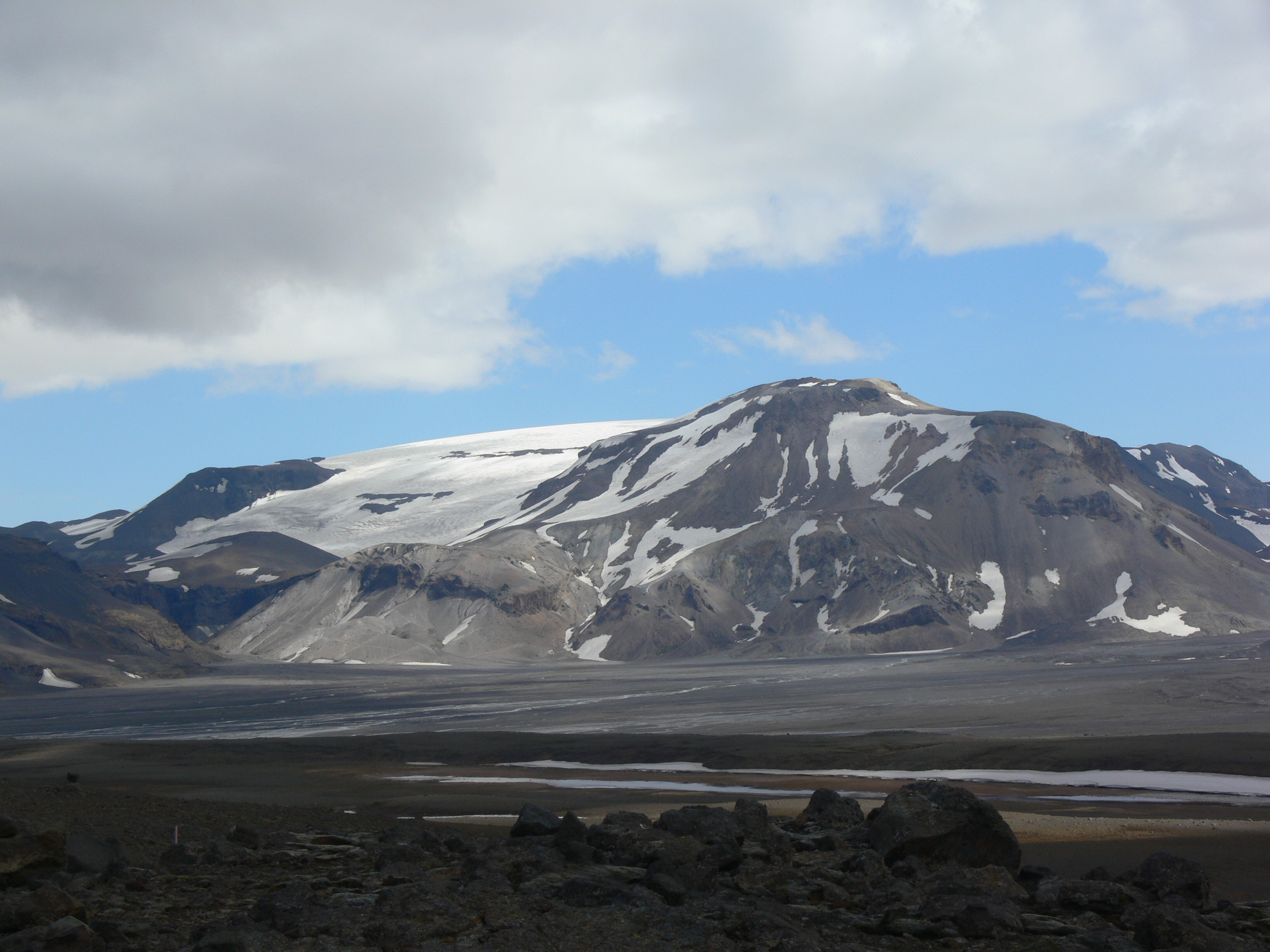
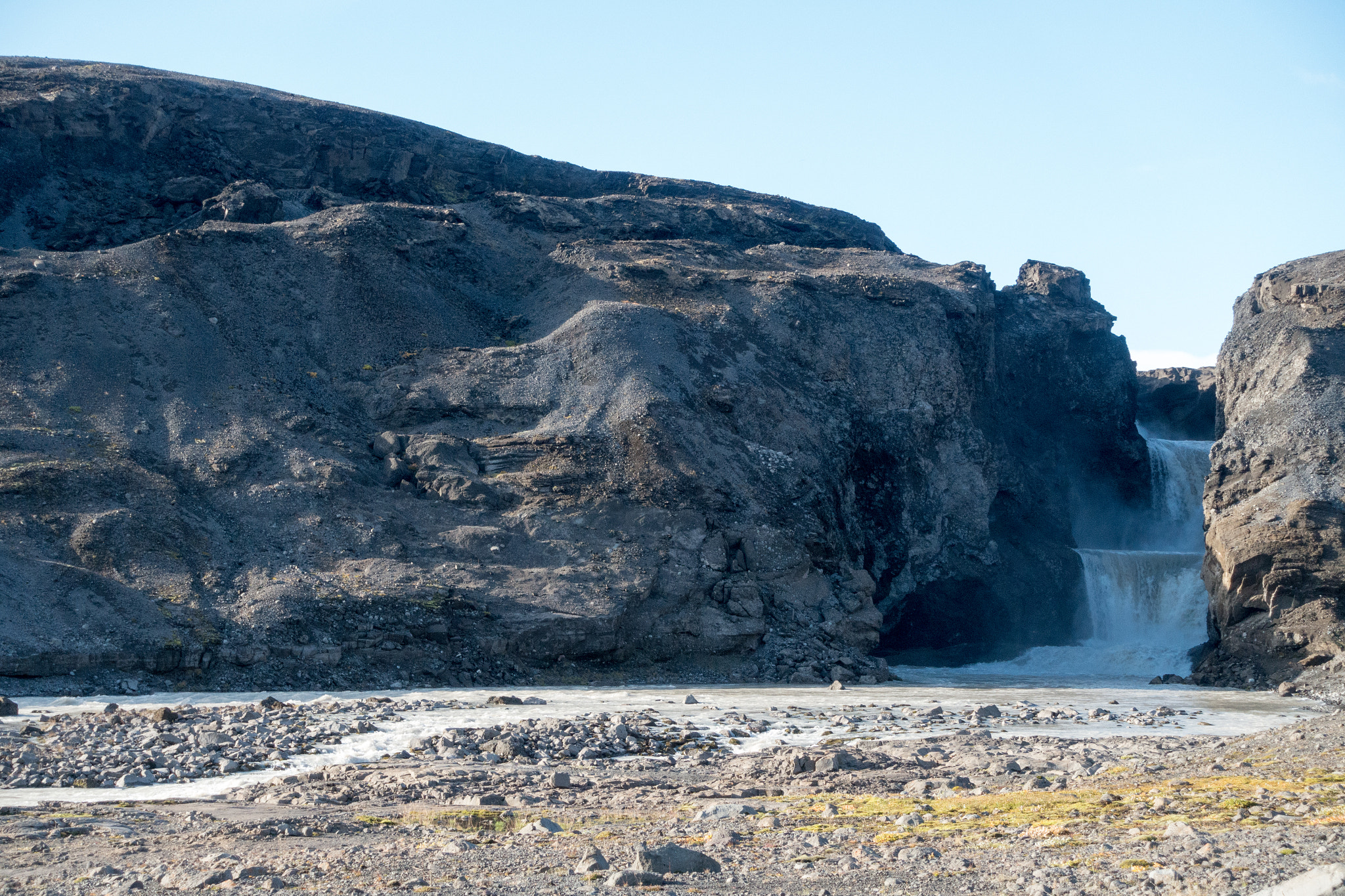

Природные достопримечательности на территории общины
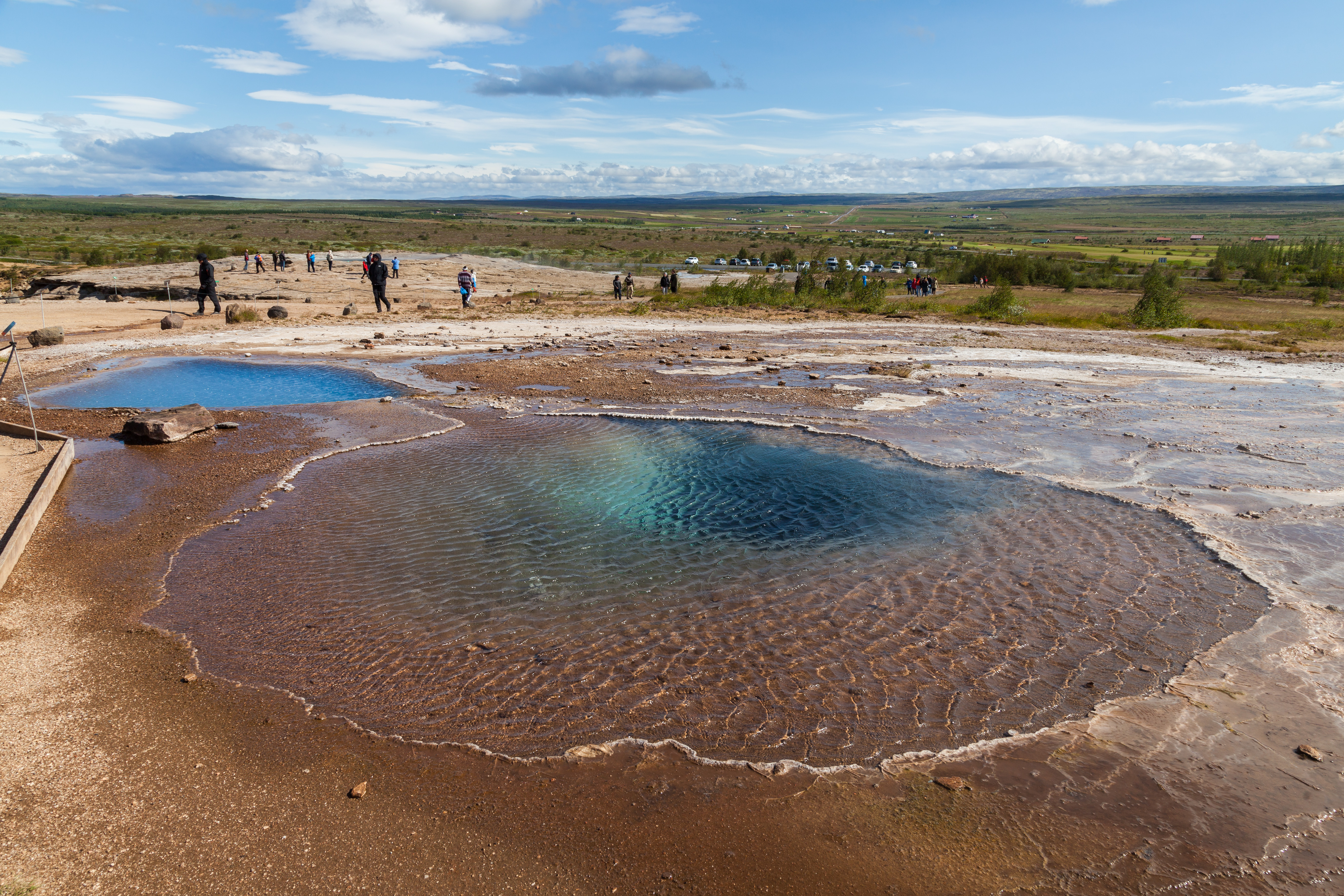
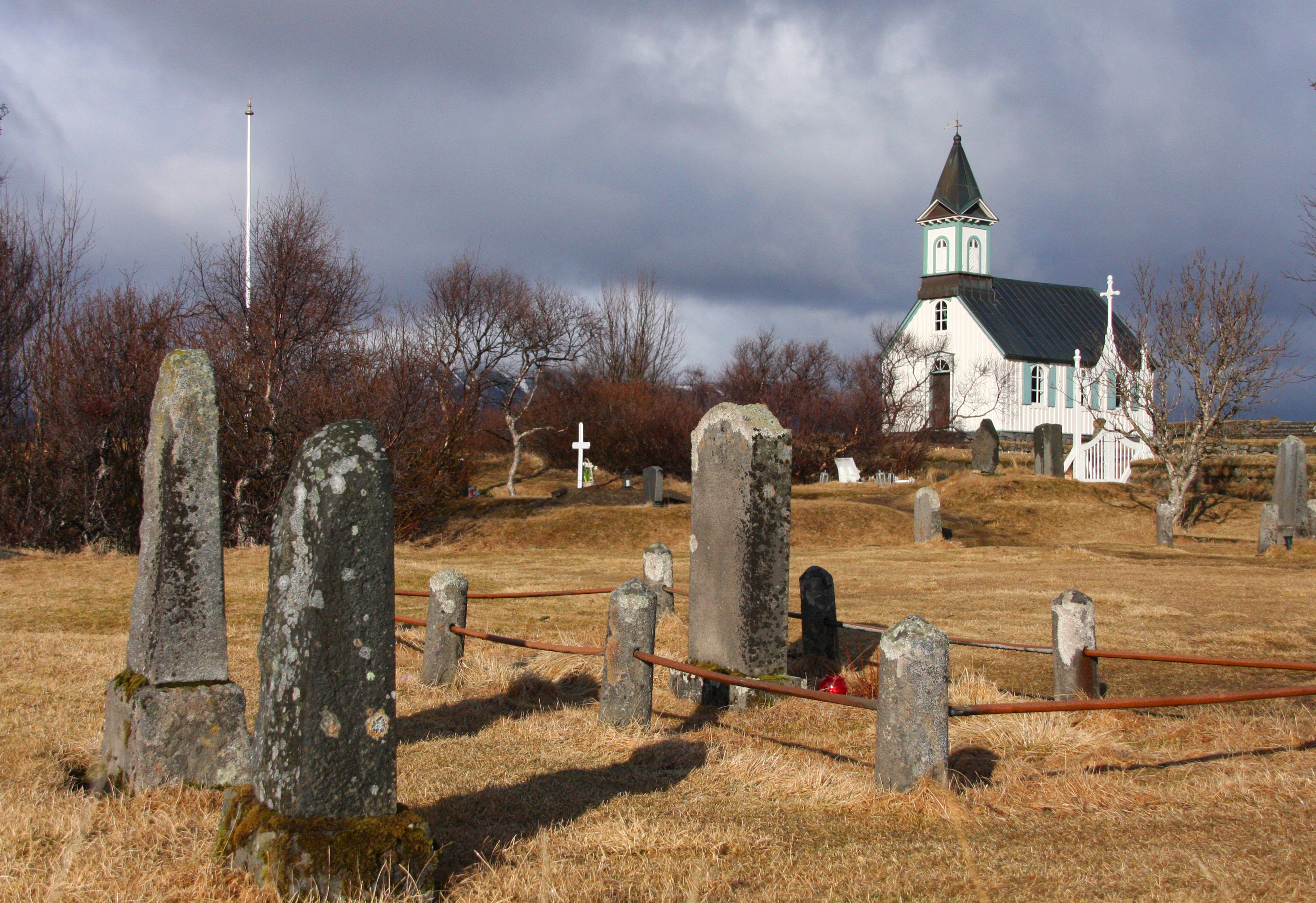
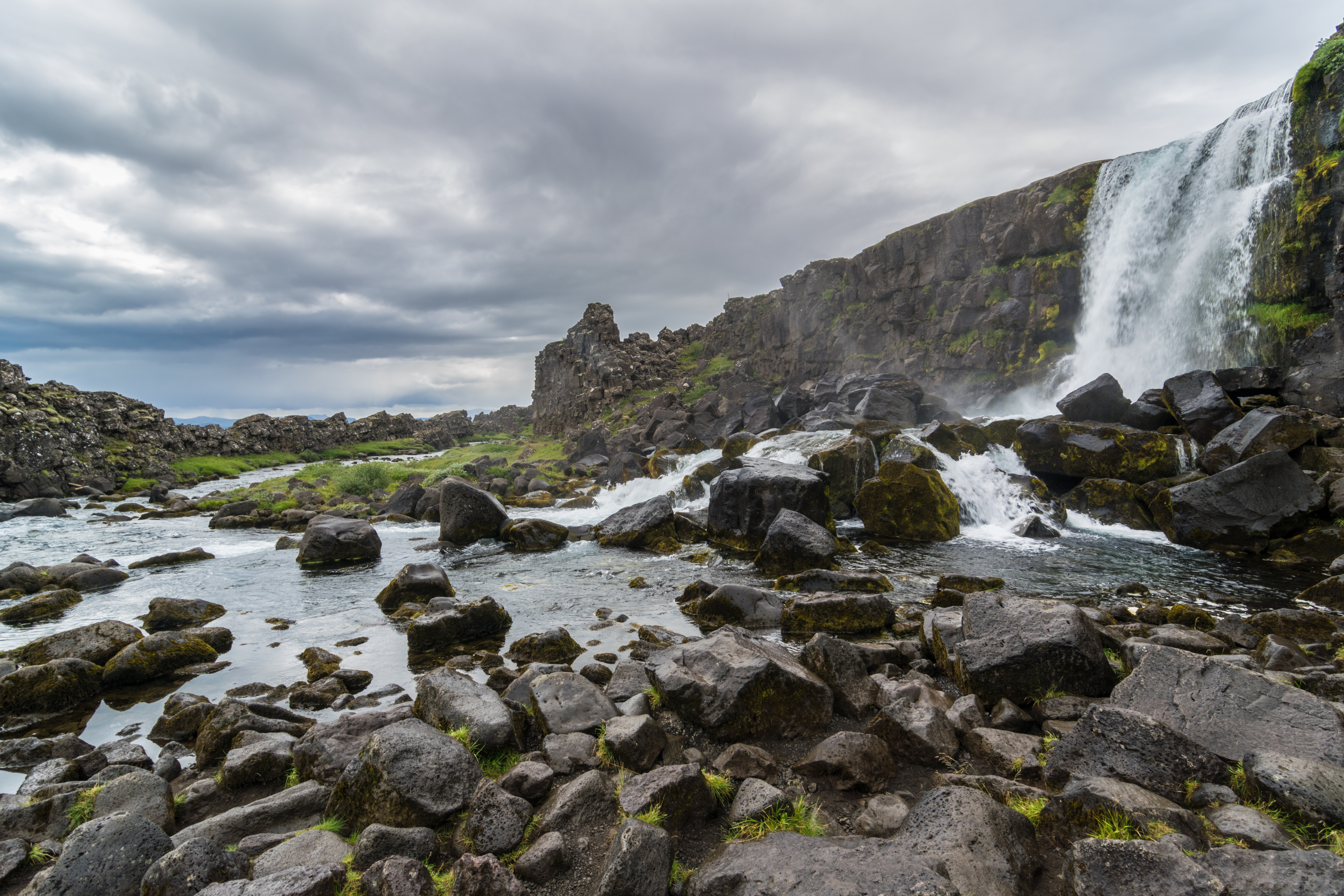
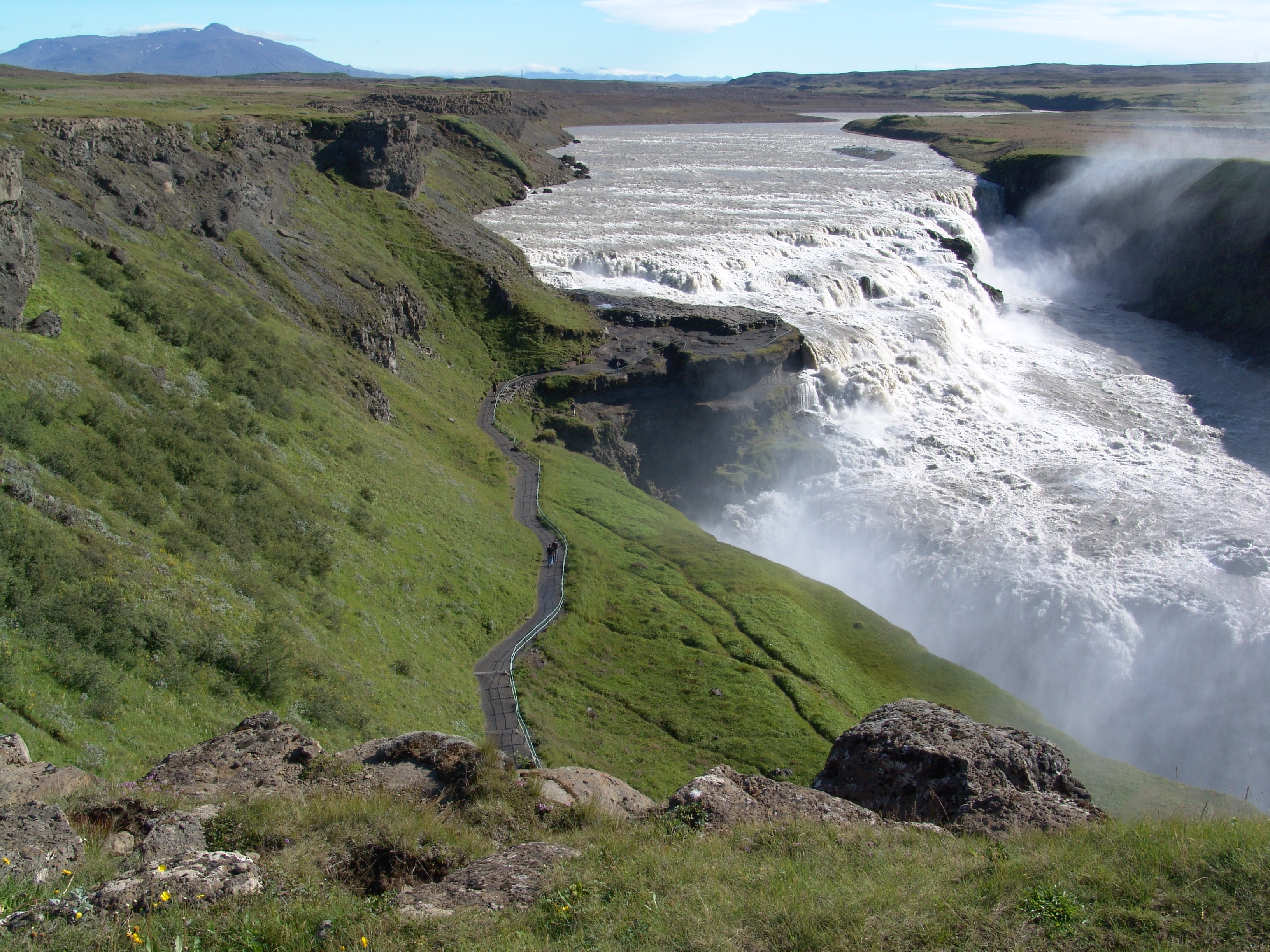
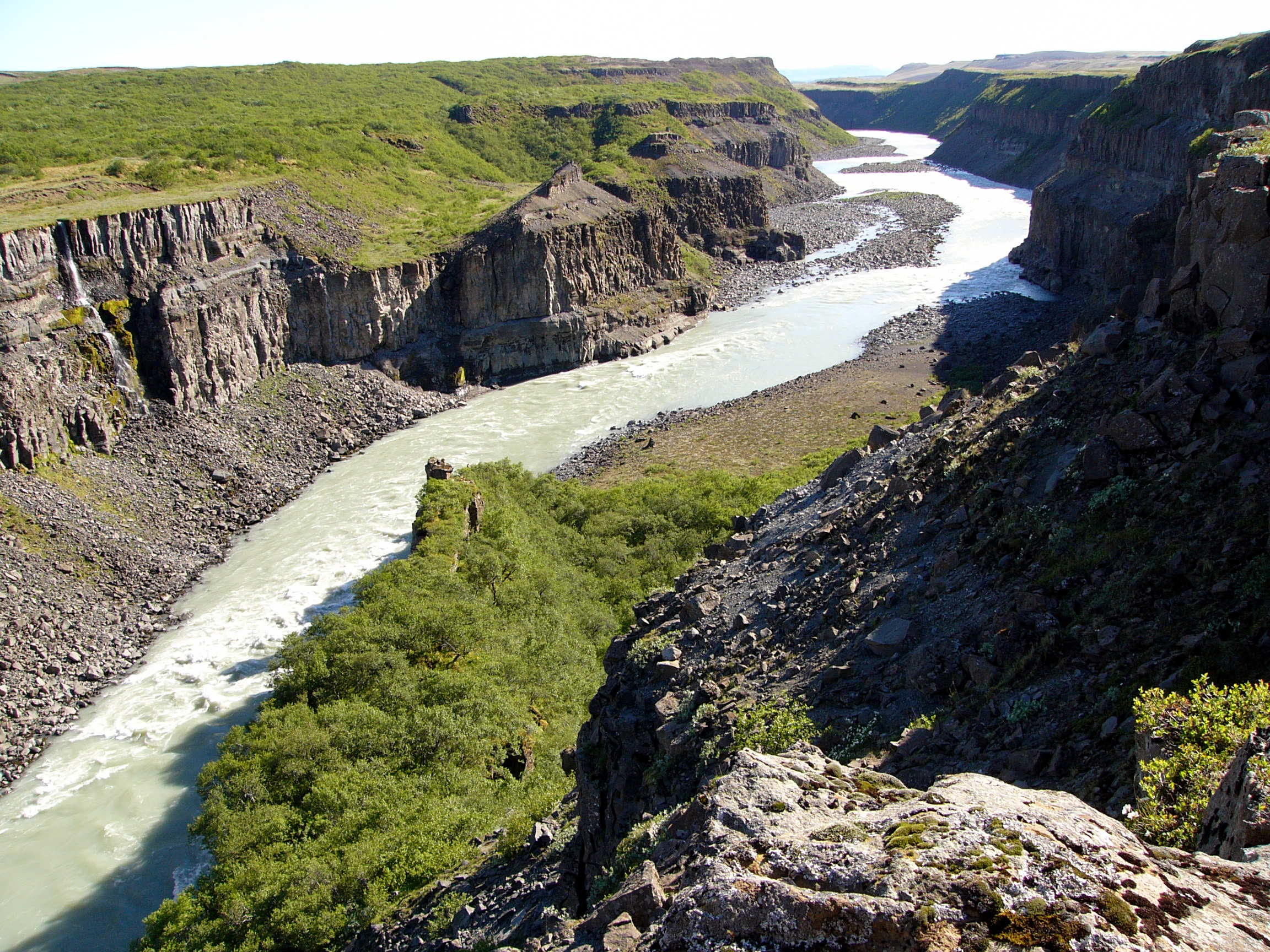